# Lucilia dolosa
Lucilia dolosa este o specie de muște din genul Lucilia, familia Calliphoridae. A fost descrisă pentru prima dată de Robineau-desvoidy în anul 1863.
Este endemică în Franța. Conform Catalogue of Life specia Lucilia dolosa nu are subspecii cunoscute.